# Nathaniel St. André

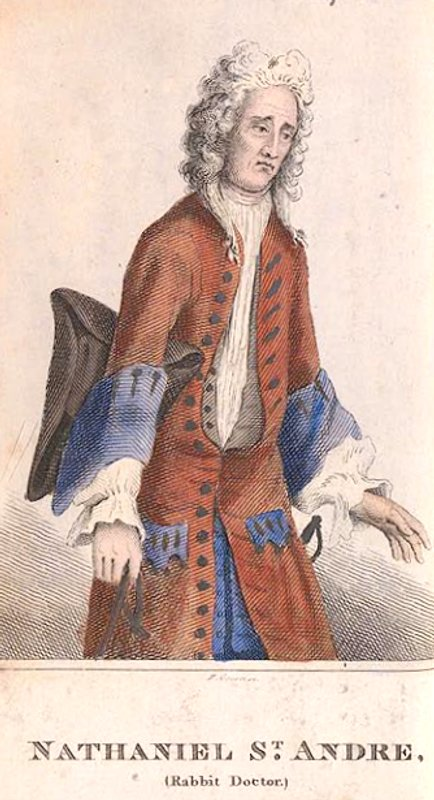
Nathaniel St. André (kolorierter Stich, 1726)

Nathaniel St. André (* 1680 in der Schweiz; † 1776) war ein Schweizer Anatom und Geburtshelfer, der in London lebte und praktizierte.

## Leben

### 1680–1726
Nathaniel St. André wurde in der Schweiz geboren und entstammte ärmlichen Verhältnissen. In seiner Jugend soll er als Bediensteter einer wohlhabenden jüdischen Familie nach London gekommen sein. Später schlug er sich als Hauslehrer durch, unterrichtete Deutsch und Französisch und arbeitete als Fecht- oder Tanzlehrer. Als St. André beim Fechten von einem seiner Schüler verletzt und zu einem praktizierenden Chirurgen gebracht wurde, war er von dessen Arbeit derart beeindruckt, dass er sich entschloss, selbst Arzt zu werden.
Er ließ sich von einem Londoner Operateur ausbilden, arbeitete an der Poliklinik des Westminister Hospitals und eröffnete schließlich eine eigene Praxis.
1723 veröffentlichte er eine ins Englische übersetzte Fassung der Schrift Traité des opérations de chirurgie des französischen Chirurgen Rene Jacques Croissant de Garengeot (1688–1759).
Obwohl St. André keiner Akademie angehörte, nie einen akademischen Grad oder einen medizinischen Abschluss erlangte und auch nicht offiziell als Bader niedergelassen war, ernannte der hannoveranische König Georg I. ihn im Mai 1723 zum königlichen Anatom und konsultierte ihn 1726 persönlich aus nicht überlieferten Gründen. In den medizinischen Kreisen Londons war St. André sehr unbeliebt; man unterstellte ihm, die Kontakte zum König nur aufgrund seiner Deutschkenntnisse erreicht zu haben.
1725 erhob St. André Klage wegen versuchten Giftmords gegen Unbekannt, weil er angab, dass er vergiftet werden sollte. Das Verfahren wurde ergebnislos eingestellt.

### Betrugsaffäre der Mary Toft (1726)
1726 wurde St. André in die Betrugsaffäre der englischen Dienstmagd Mary Toft verwickelt. Toft wurde zu einer landesweiten Berühmtheit, weil sie angeblich Kaninchen zur Welt gebracht hatte, was eine ausgedehnte medizinische und öffentliche Kontroverse auslöste sowie enormes Interesse in der Bevölkerung hervorrief. Am 26. November 1726 hielt St. André in London eine anatomische Demonstration im Beisein des Königs und des Thronfolgers ab, um die „medizinische Sensation“ zu erläutern. Außerdem veröffentlichte er eine Schrift mit der Schilderung der bisherigen Ereignisse.
Obwohl letztlich schnell als Betrug aufgeklärt, war das Geschehen wochenlang Tagesgespräch im ganzen Land und Gegenstand unzähliger Zeitungs- und Zeitschriftenartikel, Karikaturen und Pamphlete. Wegen seiner Leichtgläubigkeit war St. André öffentlichem Hohn und Spott ausgesetzt, seine medizinische Karriere war ruiniert. Er durfte seinen Titel als Anatomist des königlichen Hofes zwar behalten, wurde aber nicht mehr bei Hof empfangen und Georg I. ließ ihm Kompetenzen, Aufgaben und Besoldung entziehen.

### 1726–1776
Am 17. Mai 1730 heiratete St. André in Heston, bei Hounslow in Middlesex die wohlhabende Lady Elizabeth Capel, genannt Betty Molyneux, was ihn finanziell unabhängig machte. Sie war die Witwe des am 13. April 1728 im Alter von 39 Jahren verstorbenen Samuel Molyneux, der ebenfalls in die Betrugsaffäre der Mary Toft involviert war und der Patient von St. André war. Die Heirat verursachte einen weiteren Skandal, da St. André nun verdächtigt wurde, Molyneux vergiftet zu haben. Obwohl der Verdacht nie substantiell wurde, entließ Königin Caroline Betty Molyneux aus den gesellschaftlichen Kreisen des Londoner Königshofs und zwang so das Paar, sich auf das Land zurückzuziehen.
1750 zogen sie nach Southampton, wo sie bis zu ihrem Tod lebten.

## Schriften (Auswahl)
- Réflexions sur la nature des remèdes. 1700.
- A short narrative of an extraordinary delivery of rabbets perform’d by Mr. John Howard, Surgeon at Guilford. 2. Auflage. London 1726 (englisch;  Digitalisat bei Internet Archive)
- Rene Jacques Croissant de Garengeot: A treatise of chirurgical operations. According to the mechanism of the parts of the humane body. 1723.  (Übersetzung aus dem Französischen ins Englische von Nathaniel St. André; französischer Originaltitel: Traité des opérations de chirurgie. Suivant la méchanique des parties du corps humain.)